# Borșa, Bihor
Borșa este un sat în comuna Săcădat din județul Bihor, Crișana, România.

## Vezi și
- Biserica de lemn din Borșa, Bihor

## Personalități locale
Cornel Borza, cântăreț de muzică populară, născut la 24 octombrie 1964 în satul Borșa, județul Bihor.
Pregătirea și evoluția profesională:
• Liceul de Muzică din Oradea - clasa clarinet - prof. Hexan Aurel 
• Școala Populară de Artă „Francisc Hubic”-clasa de Canto - prof. Silvia Pop de Popa
• Facultatea de Etnomuzicologie și folclor - Univ. Hiperion București 
• Debut în 1979 cu Ansamblul Casei Pionierilor ca solist vocal 
• Între 1984 -1987-solist vocal al Ansamblului „Lioara Bihorului” • Între 1987-1992-solist vocal al Ansamblului „Nuntașii Bihorului” • Din 1992 și până în prezent - solist vocal al Ansamblului „Crișana
Zona folclorică pe care o reprezintă Cornel Borza este: zona colinară a Bihorului, reprezentant al folclorului din satul Borșa, comuna Săcădat - zona etnografică a „Crișului Repede”, jud. Bihor
 Acest articol despre o localitate din județul Bihor este deocamdată un ciot. Puteți ajuta Wikipedia prin completarea lui.